# Stazione di Spotorno
La stazione di Spotorno è stata una stazione ferroviaria posta su un ramo dismesso della ferrovia Genova-Ventimiglia. Serviva il comune omonimo in provincia di Savona.

## Storia
La stazione venne inaugurata nel 1872 in concomitanza del tratto Savona-Ventimiglia della ferrovia Genova-Ventimiglia.
Venne dismessa il 12 maggio 1977 a causa della soppressione del tratto da Vado Ligure Zona Industriale a Finale Ligure Marina.

## Strutture e impianti
La stazione era composta da un fabbricato viaggiatori, che aveva la particolarità di essere costruito in legno, e da due binari. Dopo la sua soppressione il fabbricato venne demolito e al suo posto vennero realizzati un parcheggio ed un'area pedonale urbana.

## Galleria d'immagini

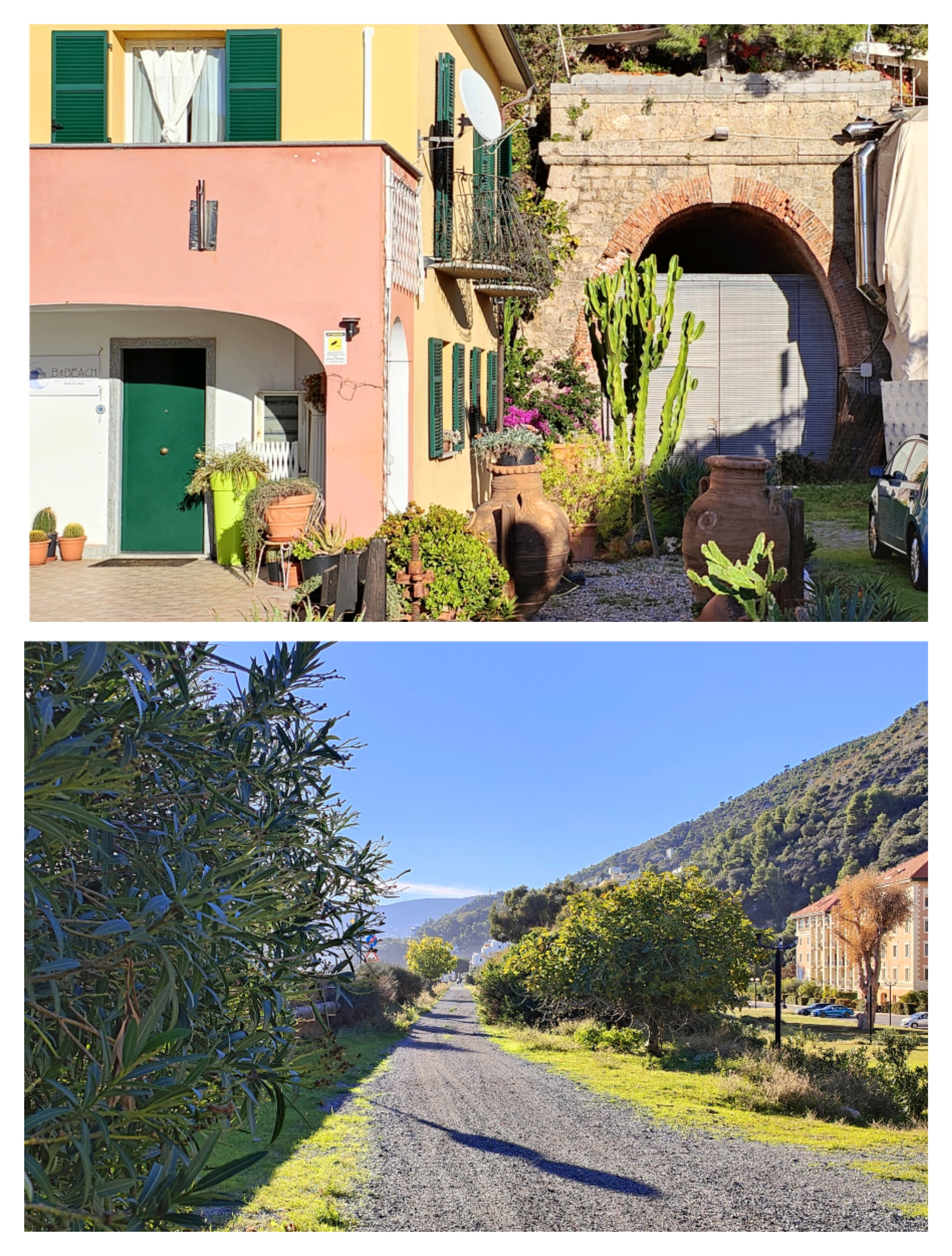
In alto: la galleria (1580 m) a Bergeggi, proveniente dalla ex stazione del paese, con l'ex casello, ora proprietà privata; in basso: il tracciato per Spotorno verso la prima galleria ora stradale (nov. 2022)
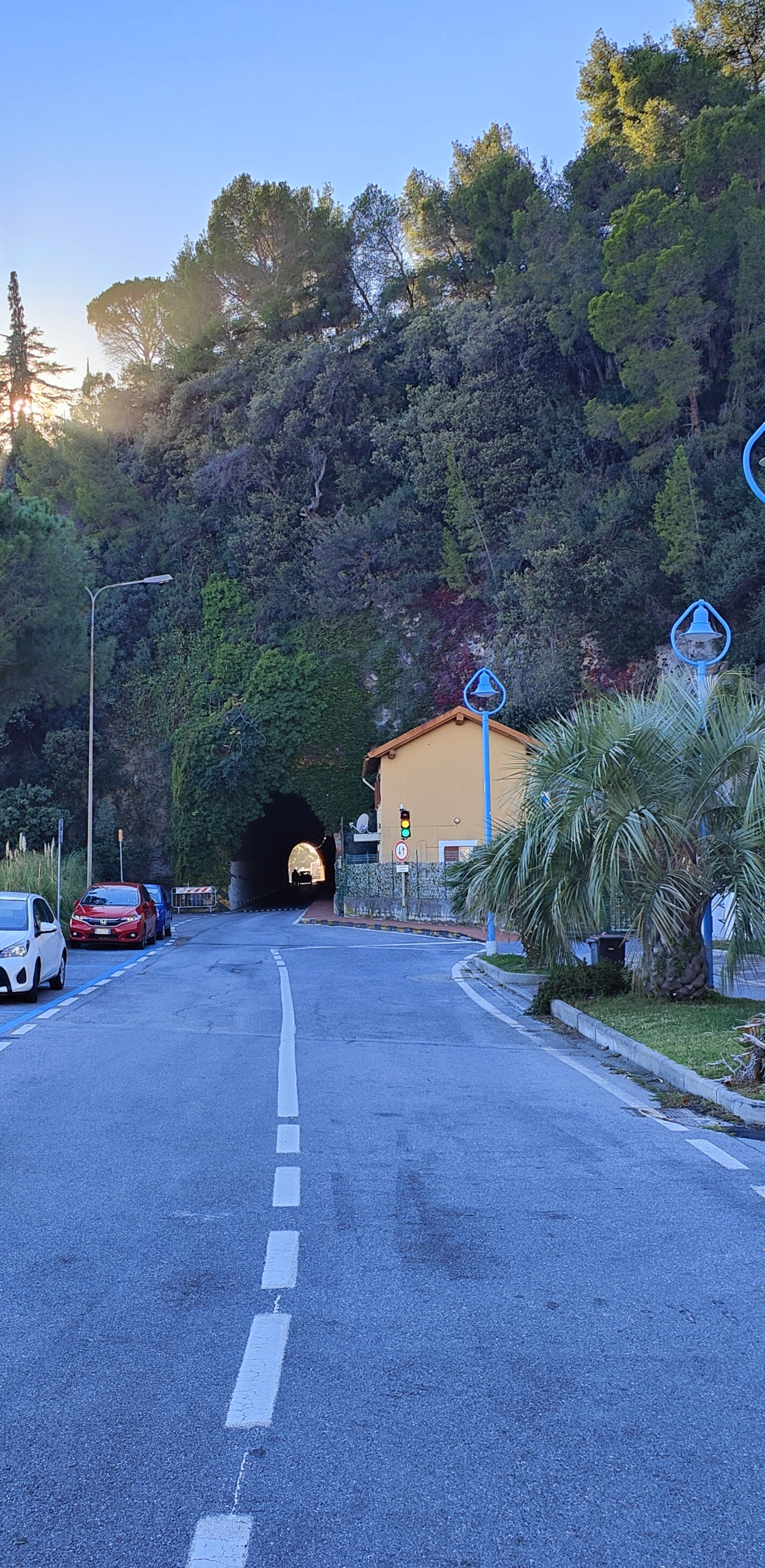
La galleria, ora stradale, da Bergeggi verso Spotorno. Questa galleria fu usata come rifugio durante la seconda guerra mondiale
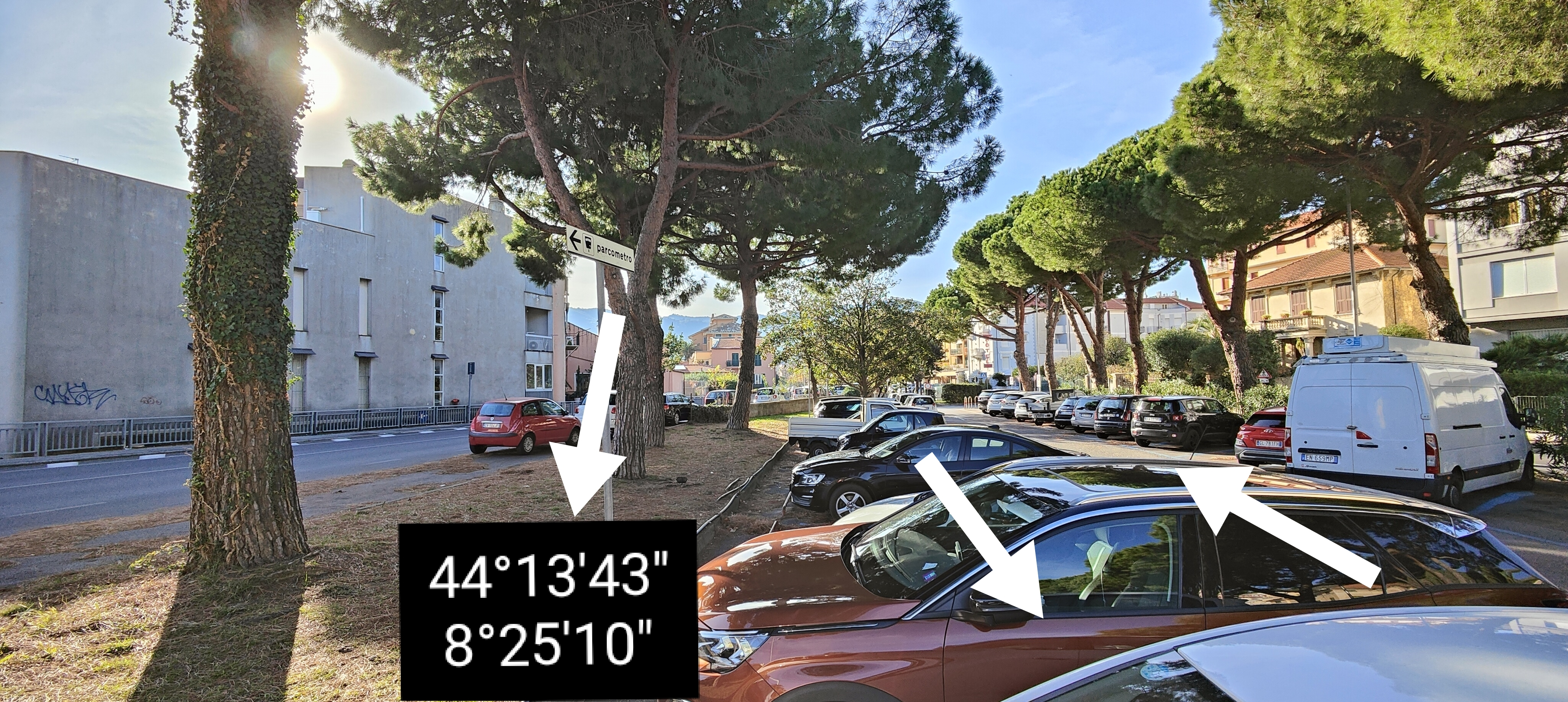
Ubicazione della vecchia stazione in direzione Noli e il lato che era occupato dai binari
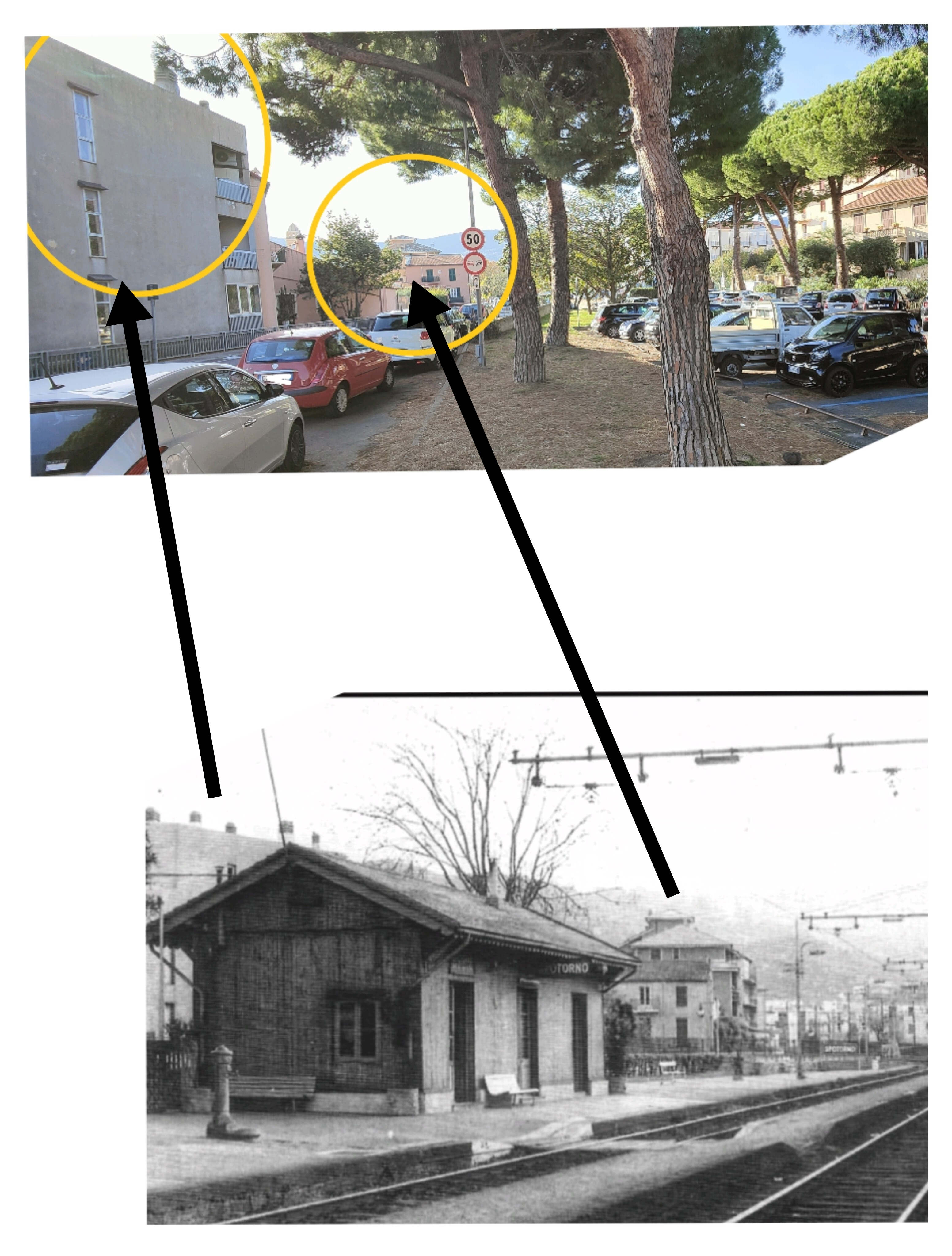
I riferimenti per trovare la posizione
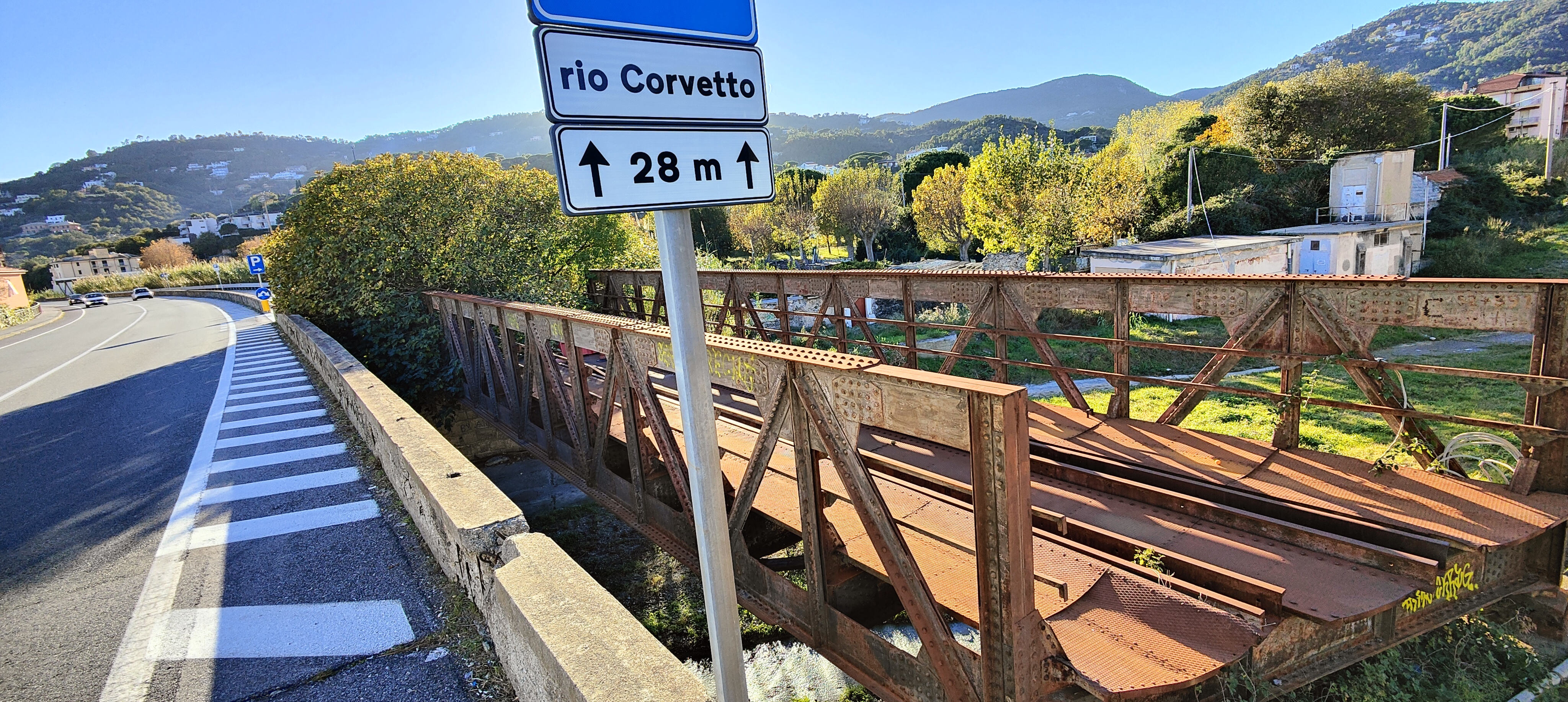
Ex ponte FS sulla SS 1 sul rio Corvetto, in località Serra, lato verso Noli, sulla vecchia linea; ora vi è stato realizzato un parcheggio pubblico
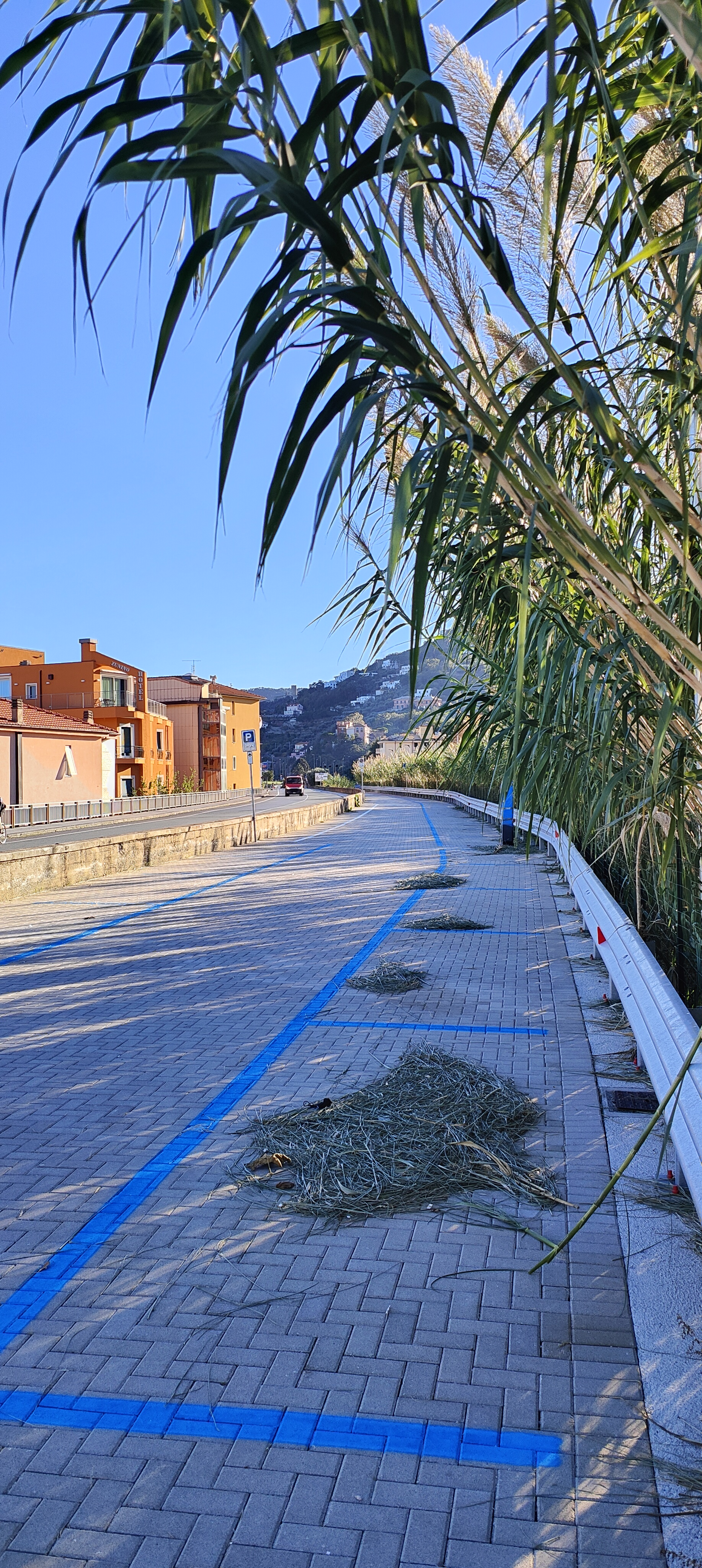
Subito dopo il ponte, in direzione Noli, sull'ex tracciato FS che fu eliminato dopo il 1977 e poi, dal 2021, ricostruito per realizzare un parcheggio pubblico
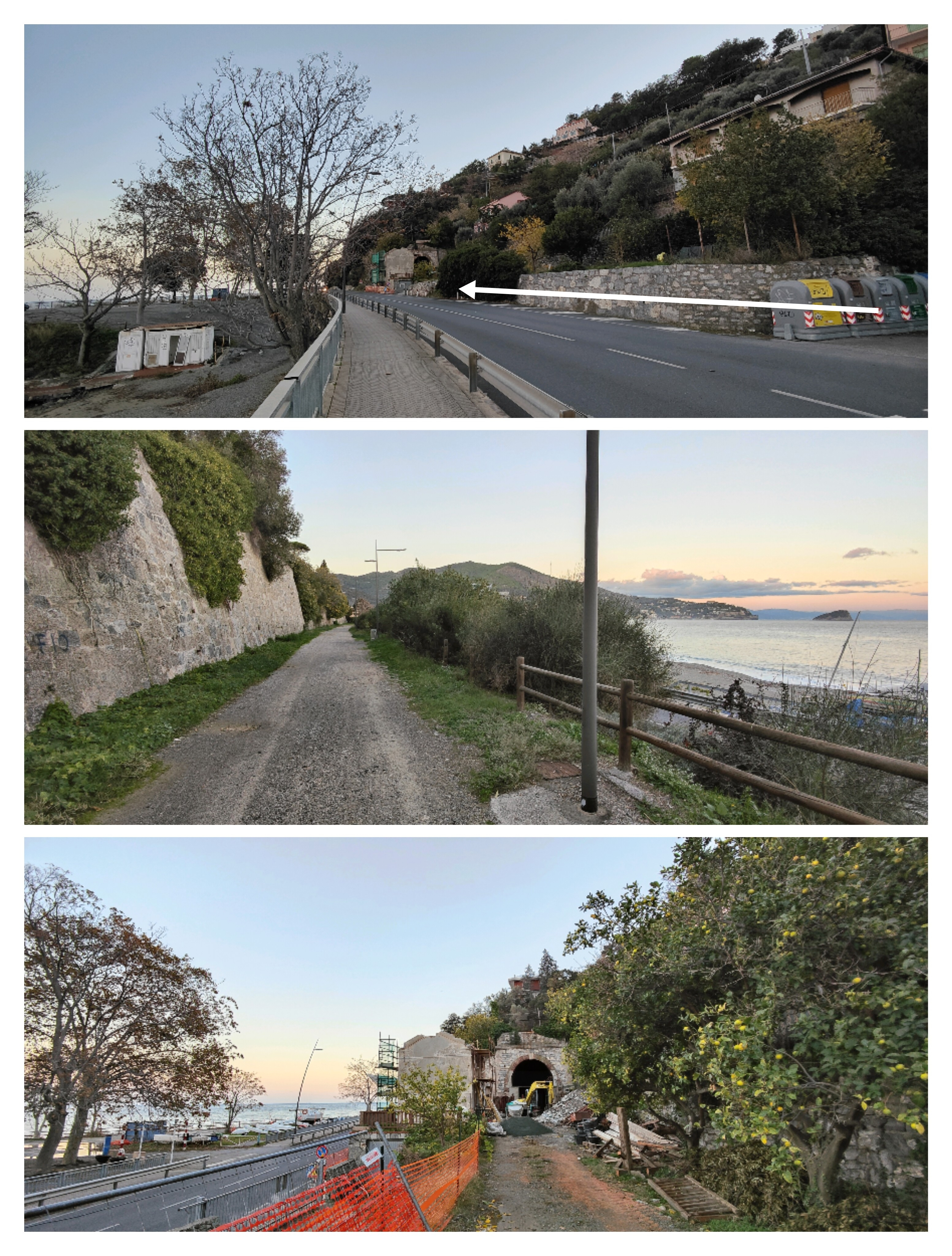
La vecchia linea FS (freccia) in direzione Noli. Al centro: tracciato da Spotorno davanti alla galleria; in basso: stessa galleria (950 mt.) verso Noli con ex casello, ora proprietà privata